# Fancy Like
Fancy Like è un singolo del cantante statunitense Walker Hayes, pubblicato il 2 agosto 2021 come primo estratto dal quinto EP Country Stuff e come primo estratto dal terzo album in studio Country Stuff the Album.

## Descrizione
Il brano, descritto dalla critica specializzata come un pezzo country pop e rap, ha iniziato a ricevere popolarità sulla piattaforma TikTok. È stato successivamente utilizzato in uno spot pubblicitario della Applebee's.

## Video musicale
Il video musicale è stato reso disponibile su YouTube in concomitanza con l'uscita dell'EP di provenienza.

## Tracce
Download digitale
1. Fancy Like (feat. Kesha) – 2:41
2. Fancy Like – 2:41

## Successo commerciale
Fancy Like ha raggiunto il vertice della Hot Country Songs redatta da Billboard, divenendo il primo brano di Hayes a riuscirsi. Nella settimana terminante il 15 luglio 2021 ha totalizzato 12,8 milioni di streams, ha venduto 20 800 copie digitali e ha infine registrato un'audience radiofonica pari a 1,9 milioni. Nella Billboard Hot 100 il brano ha esordito al 51º posto il 3 luglio 2021, segnando il secondo ingresso del cantante in classifica. Nella pubblicazione dell'11 settembre 2021 è divenuta la sua prima top ten, spingendosi al 9º posto grazie a 17,4 milioni di riproduzioni in streaming, 12,2 milioni di radioascoltatori e 29 400 download digitali, per poi raggiungere un picco finale di 3 nel successivo mese di ottobre.

## Classifiche

### Classifiche settimanali
| Classifica (2021) | Posizione massima |
| ----------------- | ----------------- |
| Australia         | 42                |
| Canada            | 9                 |
| Stati Uniti       | 3                 |

### Classifiche di fine anno
| Classifica (2021) | Posizione |
| ----------------- | --------- |
| Canada            | 41        |
| Stati Uniti       | 27        |
| Classifica (2022) | Posizione |
| Canada            | 90        |
| Stati Uniti       | 35        |

## Date di pubblicazione
| Paese                 | Data              | Formato                      | Versione  | Nota   |
| --------------------- | ----------------- | ---------------------------- | --------- | ------ |
| Stati Uniti d'America | 2 agosto 2021     | Country radio                | Originale | [ 7 ]  |
| Stati Uniti d'America | 30 agosto 2021    | Adult contemporary radio     | Originale | [ 21 ] |
| Stati Uniti d'America | 31 agosto 2021    | Contemporary hit radio       | Originale | [ 22 ] |
| Mondo                 | 10 settembre 2021 | Download digitale, streaming | Remix     | [ 23 ] |